# 게임 (래퍼)
게임 혹은 더 게임(The Game, Game, 본명: Jayceon Terrell Taylor, 1979년 11월 29일 ~ )은 미국 출생 래퍼이다. 갱스타랩 대중화의 선두자라 불릴 만큼 현재 살아있는 웨스트 코스트 아티스트 중 하나이며 많은 갱스타랩 아티스트들의 고향인 콤프턴 출신이다. 그의 첫 데뷔는 2002년에 출시한 믹스 테잎 "You Know What It Is Vol. 1"으로 JT the Bigga Figga의 인디 레이블인 Get Low Records와 제작했다. 그 후 그의 랩 실력을 알아본 베드 보이 레코드의 디디는 그와 계약을 하려 했으나 2002년경 닥터 드레가 먼저 그의 레이블인 애프터매스 레코드로 영입해 갔다. 닥터 드레의 멘토로 게임은 2005년 'The Documentary'로 정식 데뷔 하게 되었다. 'The Documentary'와 두 번째 앨범인 'The Doctor's Advocate'는 모두 빌보드 200에서 1위의 기록을 세웠다. 'The Documentary'는 그 에게 엄청난 부와 명성을 가져다 주었고 그의 1집 앨범 하나로 Double Platinum을 달성을 했다. 또한 그래미 어워드에서 2번이나 대상을 수여 받았다.
2003년 경 닥터 드레와 인터스코프 회장인 지미 아이오빈의 권유로 게임은 50 Cent의 힙합 그룹 G-Unit으로 영입 되지만 2005년 초 시작된 G-Unit과의 beef로 게임은 그룹을 탈퇴하고 인터스코프의 파생 레이블인 게펜 레코드로 들어가게 된다. 곧, 게임은 닥터 드레와 인터스코프를 포함, 소속 가수들 모두 디스를 하기 시작했고 그의 메인 타깃은 50 Cent와 G-Unit이었다.
2006년 게임은 닥터 드레에게 헌정하는 그의 2집 앨범인 'Doctor's Advocate'를 공개함으로써 인터스코프와의 beef를 끝내나 싶었지만 그는 G-Unit에 향한 꾸준한 공격은 계속되었다. 그는 서너 개의 G-Unit 디스 믹스 테이프들을 무료로 공개했고 곧 G-Unot (넌 갱스터가 아니야!) 캠페인을 시작했다.
2008년 게임은 3집 앨범 'LAX'를 다시 인터스코프와 같이 제작, 발표를 하게 된다. 그 후 4집 앨범, 'The R.E.D Album' 또한 인터스코프와 함께 제작했다.
2012년에 발표된 5집 앨범 'Jesus Piece'를 마지막으로 게임은 인터스코프와 끝을 맺고 그가 직접 Stat Quo와 같이 Rolex Records를 설립했다. 하지만 시계 상표인 롤렉스에게 상표 제제가 걸려 강제적으로 레이블 이름을 바꾸라는 법정 명령을 받았다. 현 레이블 이름은 The Firm Biz으로 바꾼 상태이다.
게임은 2013년 10월, 래퍼 버드맨 소유의 Cash Money와 계약한다.

## 생애

### 1979 ~ 2001:콤프턴, 갱 라이프, 그리고 총격
본명은 Jayceon Terrell Taylor로 1979년 11월 29일날 캘리포니아 로스앤젤레스에서 태어났다. 그는 범죄와 마약으로 악명 높은 로스 앤젤레스 도시인 콤프턴에서 자라왔다. 콤프턴은 미국의 유명한 갱인 크립스 갱이 주거하는 도시지만 게임은 커서 크립스의 라이벌 갱인 블러즈에 들어간다. 이러한 환경에 의해 게임은 어렸을 때부터 갱 전쟁과 마약을 접하게 된다. 그의 부모님 또한 게임을 갱 라이프에 뛰어들게 한 요소이기도 했다. 그의 아버지는 크립스 갱 일원이었으며 헤로인에 빠져 자신의 친딸을 범하려 한적도 있었고 어머니도 마찬가지로 코카인 중독에 Hoover Crippelette갱 일원이었다. 그의 아버지가 자신의 친딸을 범하려 했던 날, 어린 게임은 아버지가 숨겨놓은 총을 꺼내어 쏘려고 했었지만 총알이 안 들어있어 오히려 아버지에게 심한 구타를 당했다고 한다. 이러한 일들 말고도 게임의 콤프턴에서의 기억은 그다지 좋지 않다. 게임이 7살 때 그의 친구가 옷과 신발 때문에 청소년들한테 살해당하는걸 목격했고 게임이 13살 때 그의 큰형이 17살의 나이로 주유소에서 살해당했다. 그의 아버지의 체포로 인해 7살 때 게임은 혼자서 강제적으로 양육원에 보내졌다.
게임이 15살이 되던 해, 자연스레 양육원에서 나와 그의 어머니와 단둘이 살게 되었고 당시 'Compton High School'에 다녔다. 그의 학교 아이들은 거의 크립스 갱 일원이었지만 게임은 그의 이복형이 블러즈 갱 일원이었으므로 블러즈가 되기로 결심했다. 게임의 이복형은 Big Fase 100로 현재 래퍼이다. 게임이 막 갱 일원으로 활동하기 전, 그의 농구 실력을 알아본 코치로 인해 학교에서 농구팀으로 활동하게 되었는데 농구팀 말고도 게임은 운동에 뛰어난 소질로 육상부와 다른 운동도 같이 했다. 1999년 게임은 학교를 졸업하고 워싱턴 주립 대학교에 들어가게 된다. 뛰어난 농구 실력으로 농구팀 장학생으로 들어가게 되지만 학교에서 마약소지로 인해 퇴학당한다.
대학교에서 퇴학당한 후 게임은 갱 라이프에 완전히 뛰어들게 된다. 마약을 제조해 팔고 다른 갱들과 총 싸움을 벌이는 등 많은 범죄를 저질렀다. 게임과 그의 형 Big Fase 100는 아파트를 구해 같이 살면서 마약을 파는 상점으로 운영했다. 하지만 2001년 10월 1일 혼자 집에 남은 게임은 새벽 2시경에 문을 똑똑 두드리는 소리를 듣고 그의 단골 고객을 맞으러 문을 열었지만 그의 고객 말고도 두 명의 남자가 더 들어와 게임의 가슴에 총 5방을 쏘았다. 몇 분 후 겨우 일어난 게임은 핸드폰으로 119를 불러 실려갔지만 3일 동안 의식이 없었다고 한다.
코마에서 깨어난 후, 그가 병원에 있는 동안 그의 형 Big Fase 100한테 지루함을 이기기 위해 그 당시 랩 앨범들을 사달라 부탁해 반복적으로 들었다고 한다. 닥터 드레의 'The Chronic'과 스눕 독의 'Doggy Style' 등이 그가 랩을 시작하게 된 동기이기도 하였다고 한다.

### 2001 ~ 03: 힙합 커리어의 시작, 소속사와의 계약, 그리고 G-Unit
5개월 동안 게임은 자신만의 랩 스타일을 공부하고 연습해 그의 형 Big Fase 100과 함께 힙합 라벨인 더 블랙 월 스트리트 레코드와 믹스 테잎을 만들게 된다. 게임과 Big Fase 100의 첫 믹스테잎인 'You Know What It Is Vol. 1'은 나중 래퍼이자 프로듀서인 디디의 귀에 들어가 디디의 베드 보이 레코드에 들어갈 뻔 하였지만 닥터 드레가 먼저 게임을 그의 레코드인 애프터매스 레코드로 영입한다. 닥터 드레와 그 당시 소속사 사장인 지미 아이오빈의 추천에 의해 그 당시 잘나가던 G-Unit이란 50센트의 힙합 그룹에 들어가 본격적인 래퍼로써의 명성을 떨치기 시작하였다.

### 2003 ~ 2005: G-Unit과의 Beef
"G-Unit과의 전쟁" 항목 확인

## 앨범
- The Documentary (2005)
- Doctor's Advocate (2006)
- LAX (2008)
- The R.E.D Album (2011)
- Jesus Piece (2012)
- Blood Moon: Year of the Wolf (2014)
- The Documentary 2 (2015)

## G-Unit과의 전쟁
게임과 G-Unit의 전쟁은 2005년 초에 시작된 디스전이다 (Hip Hop feud 혹은 Beef라고 일컫기도 한다). 게임이 막 G-Unit에 영입됐을 때만 해도 그와 50 Cent의 사이는 각별했으나 게임의 데뷔 앨범, 'The Documentary'를 내기 위해 소속사인 인터스코프가 50 Cent의 2집 앨범 'The Massacre' 출시 일이 뒤로 밀어지자 곧 그 둘은 심한 갈등을 겪는다. 게임의 세 번째 싱글인 'Hate It Or Love It'의 뮤직비디오 촬영 중 50 Cent가 게임과 같이 차를 타는 씬을 찍기를 거부했고 그 둘 사이는 점점 악화된다.
결국 50 Cent는 게임의 G-Unit에서의 강제 퇴출을 라디오,'Hot 97'에서 선언한다. 그때 라디오를 듣게 된 게임은 직접 자신의 갱들과 같이 'Hot 97' 빌딩을 찾아가게 된다. 화가 많이 나있던 게임은 그 당시 총기를 소지하고 있었고 빌딩 앞을 지키고 있었던 경비원에게 제제당한다. 하지만 거기에 그치지 않고 강제로 빌딩 안으로 진입을 시도하던 중 게임의 갱 친구 중 하나가 경비원에게 총을 맞아 부상을 당하게 된다.
그 다음날 인터스코프 레코드는 게임과 50 Cent의 화해를 다루는 긴급 기자회견을 열게 되고 일이 잘 마무리 되는 듯 싶었지만 며칠 후 G-Unit은 게임과 더 이상 앨범을 만들지 않겠다고 선언을 한다. 배신감을 느낀 게임은 본격적으로 G-Unit과의 전쟁을 시작하게 된다. 그 당시 게임이 가장 존경하고 잘 따르던 멘토, 닥터 드레가 그의 편에 서주길 바랬지만 철저한 비즈니스 주의였던 닥터 드레는 게임을 도와주지 않았다. 결국 게임은 50 Cent의 G-Unit과 닥터 드레의 애프터매스 레코드 둘 다 탈퇴를 하여 홀로 고독한 싸움을 시작 하게 된다. 하지만 계약이 걸려있던 게임은 인터스코프 레코드에 계속 남아 있을 수 밖에 없었다. 그의 유일한 초이스는 인터스코프 레코드의 파생 레코드인 게펜 레코드로 가는 것이었다.
게임은 전략적으로 G-Unit의 명성에 흠집을 내기 위한 캠페인을 시작한다. 그는 곧 G-Unit을 G-Unot, Gangster, you Not! (넌 갱스터가 아니야!)으로 칭하고 50 Cent와 G-Unit을 디스 하는 트랙들을 담은 무료 믹스테잎들을 미친 듯이 만들어 배포를 한다. 그의 디스 랩들은 분노와 억울함이 담겨 있어 많은 사람들의 동정심과 호기심을 유발시켰고 곧이어 게임을 따르는 추종자들도 생기게 되었다. 그렇게 해서 게임은 혼자서 계속 살아 남을 수 있었지만 대다수가 앨범 판매량을 늘리기 위한 디스전 이라 비판하기도 했다.아이러니하게도 G-Unit과 50 Cent의 떨어지는 앨범 판매량과 토니 야요의 감옥 행 등이 게임을 승자로 만들어 주는 듯한 느낌을 주기도 하였다.
2010년 11월경 게임은 G-Unit과의 디스전의 끝을 선언한다. 그리고 50 Cent에게 전화 한 통이나 하라는 메시지를 남긴다.
2010년 12월경 게임은 로이드 뱅크스의 앨범 판매량을 비웃는 트윗을 하여 아직 G-Unit에 돌아갈 마음이 없음을 확인한다.
2011년 9월경 50 Cent는 릴 웨인과 게임을 디스하는 트랙을 발표한다. 게임은 트윗으로 50 Cent를 죽이겠다고 협박을 한다.
2012년 7월경 게임은 G-Unit 멤버 중 하나인 40 Glocc을 직접 집단 폭행하는 동영상을 인터넷에 유포한다. 40 Glocc은 게임을 폭행죄로 고소를 하지만 게임은 전혀 두려워하지 않은 듯 40 Glocc은 겁쟁이라고 트윗을 한다. 40 Glocc은 게임의 레이블 The Black Wall Street 멤버 중 하나인 Compton Menace와 한 공연장에서 싸움을 가지기도 하였다. 폭행 영상은 https://web.archive.org/web/20130522191852/http://40gloccgotktfo.com/%EC%97%90%EC%84%9C 확인 할 수 있다.
2013년 1월 게임은 G-Unit과의 재결합을 추진하기 위한 인터넷 설문조사를 연다. 하지만 50 Cent는 그런 일은 절대 일어날 수 없다고 종지부를 찍는다. 현재 G-Unit은 반 은퇴 상태이며 50 Cent는 G-Unit 멤버 들은 발전이 없다고 비판하기도 하였다. 설문 조사는 https://web.archive.org/web/20130518042152/http://gunitreunion.com/%EC%97%90%EC%84%9C 확인 할 수 있다.
후에 게임은 50 Cent에게 여러번 화해를 권유했지만 50 Cent는 받아주지않았다. 게임은 믹스테잎 'OKE'에서 그런 50 Cent를 다시 디스한다.

### 게임의 G-Unit 디스곡 들:
- "100 Bars (The Funeral: G-Unit Records, Mobb Deep, Hot Rod & 40 Glocc Diss)"

- "120 Bars (G-Unit, Lil' Eazy-E, Mobb Deep, Spider Loc, Mase & Olivia Diss)"

- "240 Bars (Spider Joke: Spider Loc & G-Unit Diss)"

- "300 Bars (G-Unit Records, 50 Cent, Lloyd Banks, Young Buck, Tony Yayo, Olivia, Mobb Deep, DJ Whoo Kid, Memphis Bleek, Joe Budden, Lil Eazy-E, Benzino & Young Gunz Diss)"

- "360 Bars (G-Unit, Roc-A-Fella Records & Big Fase 100 Diss)"

- "400 Bars (50 Cent & G-Unit Diss)"

- "A Lil' Bit (50 Cent & G-Unit Diss)"

- "All For Sale (G-Unit & Mase Diss)"

- "All I Need (G-Unit, Terrance Howard, Mase & Mobb Deep Diss)"

- "Be Eazy (Young Hot Rod Diss)"

- "Blood of Christ" (50 Cent, G-Unit, 40 Glocc, Shyne and Diddy Diss)"

- "Body Bags (Tony Yayo & 50 Cent Diss)"

- "Bounce Back (50 Cent, Tony Yayo & Irv Gotti Diss Feat. Charli Baltimore)"

- "Breathe and Stop (G-Unit Diss Feat. Fat Joe)"

- "Cough Up a Lung" (40 Glocc Diss)"

- "Don't Body Yourself Remix (50 Cent Diss Feat. Nas)"

- "Down (Lloyd Banks & G-Unit Diss)"

- "Face of L.A (Mobb Deep & G-Unit Diss)"

- "G-Unit Crip (G-Unit Diss Feat. Techniec)"

- "Ghost Unit Intro (G-Unit Diss)"

- "Hate It or Love It (Street Remix: G-Unit Diss)"

- "How We Do (Live G-Unot Remix: G-Unit Diss)"

- "I Told You (G-Unit, Mase & Olivia Diss)"

- "I'm a Muthafuckin soldier (50 Cent Diss)"

- "Kiss Your Ass Goodbye (Extended Remix: G-Unit Diss Feat. Sheek Louch, Fabolous, Beanie Sigel & Jadakiss)"

- "Lay Low (Tony Yayo & G-Unit Diss Feat. Techniec)"

- "Mafia Music (Remix: 50 Cent & G-Unit Diss Feat. Fat Joe, Ja Rule & Rick Ross)"

- "Mr. Potato Head (G-Unit Diss)"

- "My Bitch (50 Cent, Jay-Z & Suge Knight Diss)"

- "My Turn (G-Unit Diss)"

- "Niggaz Bleed (50 Cent, Jay-Z & Suge Knight Diss)"

- "Olivia Debut Single (Olivia & G-Unit Diss Feat. BBQ"

- "Our Turn (G-Unit Diss Feat. The Black Wall Street)"

- "Play The Game (G-Unit & Olivia Diss)"

- "Poison Bananas (G-Unit, Olivia & Chris Lightly Diss Feat. Cyssero, Eastwood & Techniec)"

- "Put Me Under (G-Unit Diss)"

- "Quiet (Junior Mafia, Foxxy Brown & 50 Cent Diss Feat. Lil' Kim)"

- "Red Bandana (G-Unit Diss)"

- "Shake (G-Unit Diss)"

- "Sound Scan (Lloyd Banks & G-Unit Diss)"

- "Spanglish (50 Cent Diss)"

- "Stop Talkin' To The Cops (50 Cent & G-Unit Diss Feat. Techniec)"

- "Street Muzik (G-Unit Diss Feat. Sheek Louch)"

- "Swallow That Slug (G-Unit Diss Feat. Charli Baltimore)"

- "Taped Conversation (Remix: 50 Cent Diss Feat. Young Buck)"

- "Testify (50 Cent Diss Feat. Techniec & Charli Baltimore)"

- "Uncle Otis (Jay-Z, Kreyshawn, Big Sean, Amber Rose, Marc Anthony & 50 Cent Diss)"

- "We Are The Champions (50 Cent & G-Unit Diss)"

- "Why U Smell Like Dat? (G-Unit Diss Feat. Cyssero, Techniec & Eastwood)"

## 배우 활동
| Film      | Film                           | Film     | Film |
| 출시 년도 | 영화 제목                      | 역할     | 노트 |
| --------- | ------------------------------ | -------- | ---- |
| 2006      | Waist Deep                     | Big Meat |      |
| 2006      | Belly 2: Millionaire Boyz Club | G        |      |
| 2008      | Street Kings                   | Grill    |      |
| 2012      | House Arrest                   | DeAndre  |      |

| Video games | Video games                   | Video games        | Video games |
| 출시 년도   | 게임 제목                     | 역할               | 노트        |
| ----------- | ----------------------------- | ------------------ | ----------- |
| 2004        | Grand Theft Auto: San Andreas | Mark "B-Dup" Wayne | 성우        |
| 2007        | Def Jam: Icon                 | Himself            | 성우        |